# Андерсон Питерс
Андерсон Питерс (енгл. Anderson Peters; Сент Ендрју, 21. октобар 1997.) гренадски је  атлетичар, светски првак у бацању копља 2019. и 2022. године. 2024. освојио је бронзану медаљу на Олимпијским играма у Паризу.

## Каријера
У јануару 2017. објављено је да је Андерсон добио пуну стипендију на Државном универзитету Мисисипија. Он је своју сезону започео хицем од 75,29 метара на почетку својих студија у Америци 2017. На стадиону Кирани Џејмс Атлетик, Андерсон је 2017. три пута поправио свој лични рекорд у бацању копља. Његов последњи хитац био је на даљину од 81,23 метра. 25. јуна 2017. бацио је  83,36 м на националном отвореном првенству Тринидада и Тобага. Пре Светског првенства 2017. бацио је 84,81 м, али у Лондону није успео да напредује даље од квалификационе рунде са најбољим хицем од 78,99 метара.
На Светским првенствима 2019. и 2022. Петерс је освојио златне медаље. Освојио је сребрну медаљу на Играма Комонвелта 2022. хицем од 88,64 м. Андерсон је 13. августа 2022. тешко повређен након што су га петорица претукла током журке.
Петерс је 2022. именован за члана Ордена Британске империје за заслуге у спорту.
У Будимпешти није успео да се пласира у финалну рунду Светског првенства 2023. бацивши само 78,49 метара у квалификационој рунди.
Након што је освојио бронзану медаљу на Олимпијским играма у Паризу, Андерсон је пребацио 90 метара на митингу Дијамантске лиге у Лозани 23. августа 2024. Андерсонов хитац од 90,61 м је нови рекорд овог митинга.

## Међународна такмичења
| Година                 | Такмичење                          | Место                   | Позиција               | Дисциплина             | Резултат               | Белешка                |
| Представљајући Гренаду | Представљајући Гренаду             | Представљајући Гренаду  | Представљајући Гренаду | Представљајући Гренаду | Представљајући Гренаду | Представљајући Гренаду |
| ---------------------- | ---------------------------------- | ----------------------- | ---------------------- | ---------------------- | ---------------------- | ---------------------- |
| 2013                   | Светско првенство за млађе јуниоре | Доњецк, Украјина        | 8.                     | Бацање копља           | 70.53 m                |                        |
| 2016                   | Светско првенство за јуниоре       | Бидгошч, Пољска         | 3.                     | Бацање копља           | 79.65 m                |                        |
| 2017                   | Светско првенство                  | Лондон, Енглеска        | 20.                    | Бацање копља           | 78.88 м                |                        |
| 2018                   | Игре Комонвелта                    | Гоулд Коуст, Аустралија | 3.                     | Бацање копља           | 82.20 м                |                        |
| 2019                   | Панамеричке игре                   | Лима, Перу              | 1.                     | Бацање копља           | 87.31 м                |                        |
| 2019                   | Светско првенство                  | Доха, Катар             | 1.                     | Бацање копља           | 86.89 м                |                        |
| 2021                   | Олимпијске игре                    | Токио, Јапан            | 15.                    | Бацање копља           | 80.42 м                |                        |
| 2022                   | Светско првенство                  | Јуџин, САД              | 1.                     | Бацање копља           | 90.54 м                |                        |
| 2022                   | Игре Комонвелта                    | Бирмингем, Енглеска     | 2.                     | Бацање копља           | 88.64 м                |                        |
| 2023                   | Светско првенство                  | Будимпешта, Мађарска    | 16.                    | Бацање копља           | 78.49 м                |                        |
| 2024                   | Олимпијске игре                    | Париз, Француска        | 3.                     | Бацање копља           | 88.54 м                |                        |